# El Portezuelo, Hidalgo
El Portezuelo är en ort i Mexiko.   Den ligger i kommunen Mineral de la Reforma och delstaten Hidalgo, i den sydöstra delen av landet, 80 km nordost om huvudstaden Mexico City. El Portezuelo ligger 2 437 meter över havet och antalet invånare är 408.
Terrängen runt El Portezuelo är kuperad åt nordost, men åt sydväst är den platt. Runt El Portezuelo är det mycket tätbefolkat, med 1 135 invånare per kvadratkilometer. Närmaste större samhälle är Pachuca de Soto, 3,8 km nordväst om El Portezuelo. Omgivningarna runt El Portezuelo är i huvudsak ett öppet busklandskap.